# Рибейро дос Сантос, Лукас
Лу́кас Рибе́йро дос Са́нтос (порт.-браз. Lucas Ribeiro dos Santos; родился 19 января 1999 года в Салвадоре) — бразильский футболист, защитник клуба «Сеара».

## Биография
Лукас Рибейро — воспитанник клуба «Витория Салвадор». 24 августа 2018 года в матче против «Фламенго» он дебютировал в бразильской Серии A.
28 января 2019 года немецкий клуб «Хоффенхайм» объявил о подписании Рибейро. Контракт рассчитан до 2023 года.
В августе 2020 года был отдан в аренду в «Интернасьонал». В составе «колорадос» дебютировал 16 сентября, выйдя на замену в компенсированное время матча против «Америки Кали» в рамках Кубка Либертадорес 2020. Бразильская команды выиграла со счётом 4:3.